# Apatura una
Apatura una är en fjärilsart som beskrevs av Alfred Ernest Wileman 1908. Apatura una ingår i släktet Apatura och familjen praktfjärilar. Inga underarter finns listade i Catalogue of Life.